# Jakowlew Jak-200
Die Jakowlew Jak-200 war ein sowjetisches Schul- und Übungsflugzeug.

## Entwicklung
Das OKB Jakowlew entwarf die Jak-200 zu Beginn der 1950er Jahre. Sie war zur Fortgeschrittenenschulung von Besatzungen für das zweistrahlige Bombenflugzeug IL-28 konzipiert. Aus diesem Grund erhielt sie neben der herkömmlichen, für Flugschüler und -lehrer vorgesehenen Kabine noch eine verglaste Rumpfkanzel für die Ausbildung des Bombenschützen, wie sie auch bei der IL-28 verwendet wurde. Die Auslegung erfolgte als Mitteldecker mit unter den Tragflächen in Gondeln befindlichen Sternmotoren, die gleichzeitig für die Aufnahme der Haupträder des Bugradfahrwerks dienten. Neben der üblichen Geräteausrüstung gehörten auch zwei Funkgeräte, ein Radiokompass sowie zwei Funkhöhenmesser – einer für geringe und einer für große Höhen – zur Ausstattung. Gleichzeitig entstand noch ein zweiter als Jak-210 bezeichneter Prototyp, der auf das Navigatorentraining zugeschnitten war. Er unterschied sich vom ersten Exemplar durch eine wulstförmige Verkleidung unter dem Rumpf in Höhe der Tragflächenhinterkante, unter dem sich das Funkmessgerät PSBN-M befand. Zusätzlich wurde im Rumpfbug eine Reihenbildkamera untergebracht.
Die Erprobung des Jak-200-Prototyps (gelbe 52) begann am 10. April 1953, die Jak-210 mit der taktischen Nummer 53 folgte im Juli. Zwar waren die Flugleistungen bei beiden Exemplare zufriedenstellend, doch offenbarte sich eine für ein Schulflugzeug nicht akzeptable Instabilität um die Längsachse beim Einmotorenflug mit abgestellten zweiten Triebwerk. Es wurden darum einige Änderungen durchgeführt, die sich bis ins Jahr 1955 hinzogen. Augenscheinlichste, bei beiden Prototypen vorgenommene Modernisierung war die Verlängerung der Seitenflosse in Form eines Falschkiels auf dem Rumpfrücken. Enttäuschenderweise ergaben sich bei den im Anschluss wieder aufgenommenen Tests keine Verbesserung der Stabilitätsproblematik, so dass entschieden wurde, das Programm einzustellen, zumal mit der IL-28U mittlerweile ein besser geeigneter Typ zur Verfügung stand. Eine als Projekt 220 bezeichnete zweisitzige Studie in Schulterdeckerauslegung mit dahinterliegender Kabine für acht Passagiere kam über das Reißbrettstadium nicht hinaus.

## Technische Daten
| Kenngröße             | Daten (Jak-200)                                       |
| --------------------- | ----------------------------------------------------- |
| Besatzung             | 2–3                                                   |
| Spannweite            | 17,45 m                                               |
| Länge                 | 12,95 m                                               |
| Höhe                  | 4,40 m                                                |
| Flügelfläche          | 36,0 m²                                               |
| Leermasse             | 3910 kg                                               |
| Startmasse            | 4715 kg                                               |
| Antrieb               | zwei luftgekühlte Siebenzylinder-Sternmotoren ASch-21 |
| Leistung              | je 514,5 kW (700 PS)                                  |
| Kraftstoffvorrat      | 760 l                                                 |
| Höchstgeschwindigkeit | 400 km/h                                              |
| Gipfelhöhe            | 7160 m                                                |
| Reichweite            | 1280 kg                                               |